# معامل ارتباط كندال حسب الرتب
معامل ارتباط كندال حسب الرتب (بالإنجليزية: Kendall rank correlation coefficient)، ويعرف أيضا بتسميات معامل كندال أو طو ({\displaystyle \tau }) كندال أو معامل طو ({\displaystyle \tau }) لكندال، هو إحصائية غير معلمية لقياس مستوى الارتباط بين متغيرين إحصائيين، اعتمادا على رتب القيم الملاحظة.
رغم أن أولى الأعمال الإحصائية التي اهتمت بالعلاقة/الارتباط الإحصائي المبني على دراسة الرتب ترجع إلى 1893 (أعمال فيتشنر حول المتسلسلات الزمنية)، إلا أن المعامل سمي باسم الإحصائي البريطاني موريس كندال الذي نشر مقالا حول المعامل سنة 1938.
ينتمي معامل كندال إلى فصيلة معاملات الارتباط التي تعتمد على الرتب، على غرار معامل سبيرمان. خلافا لهذا الأخير، معامل كندال لا يتضمن في صيغته وطريقة حسابه محاكاة لمعامل بيرسون بل يستخدم مفهوم الرتب المتنافرة والرتب المنسجمة لقياس حدة العلاقة الإحصائية بين المتغيرين المدروسين.
خلال العقود الأخيرة، تفضل العديد من المراجع الإحصائية عدم الإشارة إليه كمعامل ارتباط (Correlation) بل كمعامل قياس علاقة (Association) للتأكيد على خصوصيته اللامعلمية مقارنة بمعامل بيرسون.

## تعريف

### الرتب المنسجمة والرتب المتنافرة
باعتبار عينة مكونة من {\displaystyle n} فردا إحصائيا وفق متغيرين {\displaystyle X} و{\displaystyle Y}، نشير إلى القيم الملاحظة ب{\displaystyle (x_{i})} و ({\displaystyle y_{i}}). نعرف أزواج الملاحظات {\displaystyle (i,j)} كمتنافرة أو منسجمة كما يلي:
- الزوج {\displaystyle (i,j)} يكون منسجما (Concordant): إذا كانت {\displaystyle {\begin{cases}x_{i}>x_{j}\\y_{i}>y_{j}\end{cases}}} أو {\displaystyle {\begin{cases}x_{i}<x_{j}\\y_{i}<y_{j}\end{cases}}}. وهو ما يوافق {\displaystyle (x_{i}-x_{j})(y_{i}-y_{j})>0}.
- الزوج {\displaystyle (i,j)} يكون متنافرا (Discordant): إذا كانت {\displaystyle {\begin{cases}x_{i}>x_{j}\\y_{i}<y_{j}\end{cases}}} أو {\displaystyle {\begin{cases}x_{i}<x_{j}\\y_{i}>y_{j}\end{cases}}}. وهو ما يوافق {\displaystyle (x_{i}-x_{j})(y_{i}-y_{j})<0}.

يشار إلى عدد الأزواج المنسجمة ب {\displaystyle C} وعدد الأزواج المتنافرة ب {\displaystyle D}

### صيغة معامل كندال
معامل كندال هو فرق بين احتمالين: احتمال أن تكون كل الأزواج منسجمة واحتمال أن تكون كل الأزواج متنافرة. معامل كندال النظري يساوي:
{\displaystyle \tau =2[(x_{i}-x_{j})(y_{i}-y_{j})>0]-1}
بالتالي، الاختلاف الجوهري بين معامل كندال ومعامل سبيرمان يكمن في كون الأخير يقيس حدة علاقة أو ارتباط إحصائي، بينما يقيس معامل كندال احتمال أن تكون كل الأزواج منسجمة (حالة {\displaystyle \tau =0}).

## مقدر المعامل
صيغة مقدر معامل كندال هي:
{\displaystyle {\widehat {\tau }}={\frac {C-D}{{\frac {1}{2}}n(n-1)}}}، بحيث يمثل مقام عدد التوليفات الممكنة للأزواج داخل العينة: {\displaystyle {\binom {n}{2}}={\frac {1}{2}}n(n-1)}